# Palazzo d’Aquino di Caramanico (Via Medina)

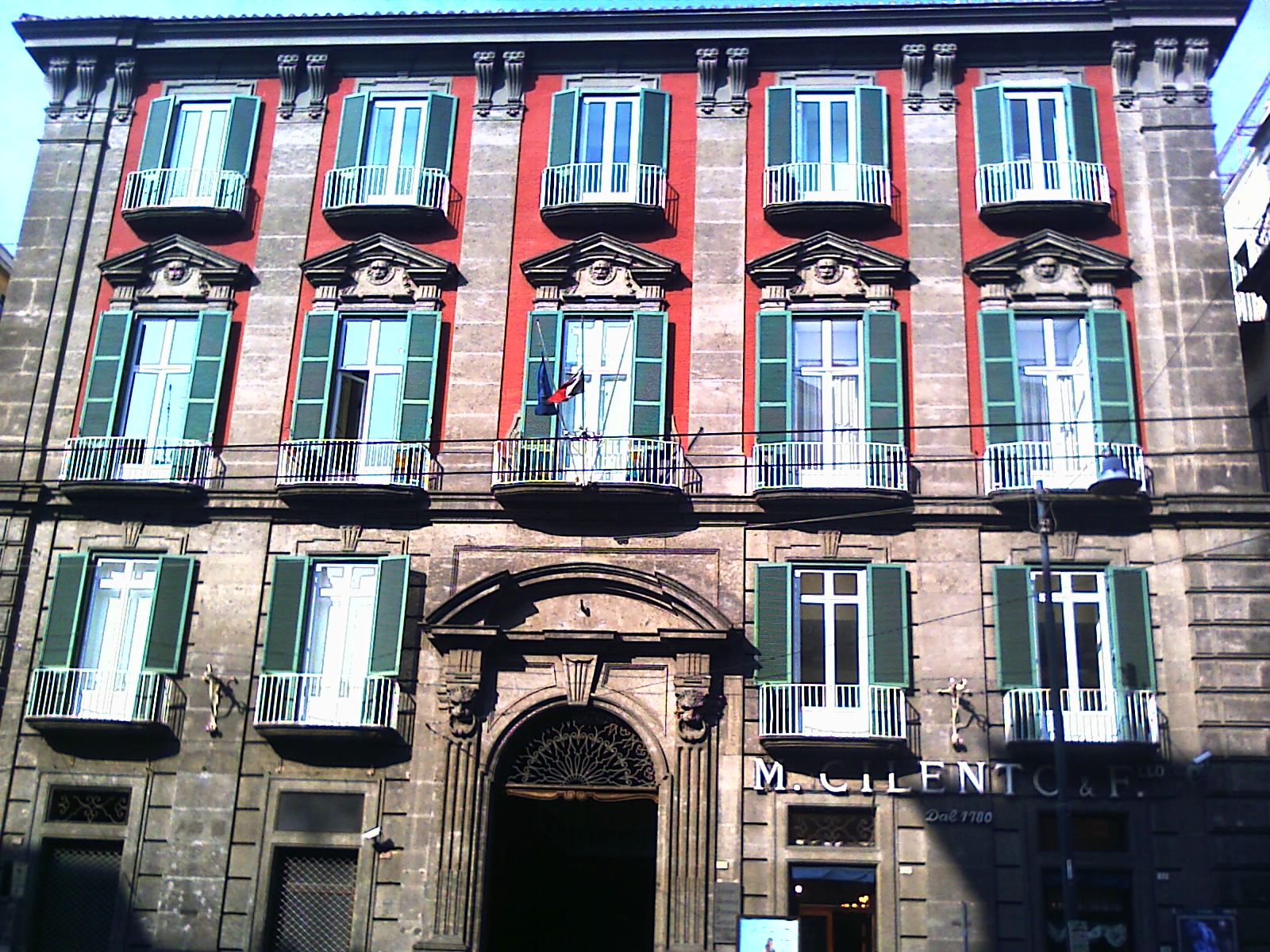
Palazzo d’Aquino di Caramanico in der Via Medina in Neapel

Der Palazzo d’Aquino di Caramanico ist ein Palast aus dem 18. Jahrhundert im Viertel San Giuseppe in Neapel in der italienischen Region Kampanien. Er liegt in der Via Medina, 61.

## Geschichte
Es ist nicht bekannt, wann das ursprüngliche Gebäude errichtet wurde. Zwischen 1775 und 1780 aber wurde es unter Leitung von Ferdinando Fuga umgebaut. Seit der Mitte des 19. Jahrhunderts befindet es sich in Besitz der Familie Carafa di Noja.

## Beschreibung
Die Fassade ist in zwei Teile geteilt und mit zwei Reihen von Lisenen verziert.
Der untere Teil ist durch ein Rundbogenportal mit eisernem Rosettengitter gekennzeichnet, das von zwei kannelierten Pilastern flankiert wird, die oben mit zwei Maskarons abschließen. Über dem Portal ist ein breites, gerundetes Tympanon angebracht, das ebenfalls von den Pilastern gestützt wird. Der Palast besitzt kein Wappen, auch wenn er bis zur Übernahme durch die Carafas di Noja das Adelswappen der D’Aquinos zeigte.
Im oberen Teil kann man zwei Stockwerke mit Fenstern sehen, die mit Balkonen versehen sind. Das erste Obergeschoss ist durch die dreieckigen Tympana mit eingeschlossenen Maskerons besonders, während das zweite Obergeschoss eine einfachere Ausführung der Fensterrahmen zeigt.
Das Traufgesims schließlich wird durch mehrere Konsolen gestützt, deren größter Teil paarweise an der Spitze der Lisenen sitzt.
Links neben dem Portal findet man die historische Sartoria Cilento (Schneiderei), die 1780 gegründet wurde und seit 1820 an dieser Stelle untergebracht ist.